# Seconds of Pleasure
Seconds of Pleasure è l'unico album del gruppo rock Rockpile, pubblicato nel 1980 sotto l'etichetta discografica Columbia Records.

## Tracce
1. Teacher Teacher – 2:36
2. If Sugar Was As Sweet As You – 2:35
3. Heart – 2:38
4. Now and Always – 1:58
5. A Knife and a Fork – 3:18
6. Play That Fast Thing – 4:13
7. Wrong Again (Let's Face It) – 2:33
8. Pet You and Hold You – 3:13
9. Oh What a Thrill – 3:06
10. When I Write the Book – 3:17
11. Fool Too Long – 2:51
12. You Ain't Nothin' But Fine – 2:54

## Formazione
- Terry Williams - batteria
- Billy Bremner - chitarra, voce
- Nick Lowe - voce, basso
- Dave Edmunds - chitarra, organo, pianoforte, voce